# Bobby Rivard
Robert Joseph Hervey Rivard (Sherbrooke, 1º agosto 1939 – Peterborough, 1º gennaio 2023) è stato un hockeista su ghiaccio canadese che nel corso della carriera militò nella National Hockey League.

## Carriera
Rivard iniziò a giocare a hockey su ghiaccio nella Ontario Hockey Association con i Peterborough Petes per due stagioni, prendendo anche a una edizione della Memorial Cup. Nel 1960 si trasferì negli Stati Uniti per iniziare la carriera professionistica nella International Hockey League dapprima a Toledo e poi a Indianapolis. Successivamente giocò quattro stagioni con i Fort Wayne Komets consacrandosi con due titoli della Turner Cup, due apparizioni nell'All-Star Team e un Leo P. Lamoureux Memorial Trophy grazie ai 133 punti raccolti nella stagione regolare 1965-1966.
Nella stagione 1966-67 si trasferì nell'American Hockey League con i Quebec Aces, farm team dei Montreal Canadiens con cui si aggiudicò il Dudley "Red" Garrett Memorial Award, premio riservato al miglior rookie della lega. Rimasto senza contratto al termine della stagione Rivard venne scelto durante l'NHL Expansion Draft dai Pittsburgh Penguins, una delle sei nuove franchigie iscritte alla NHL.
Riuscì a esordire in NHL nella stagione 1967-68, ma quella fu l'unica sua esperienza nella massima lega nordamericana: egli trascorse infatti le successive otto stagioni in AHL con gli Aces e i Baltimore Clippers, squadra con cui giunse fino alla finale della Calder Cup. A Baltimora giocò oltre 500 partite stabilendo i primati di franchigia per gare disputate, reti e assist. Nel 1975 fece ritorno ai Komets concludendi di fatto la sua carriera professionistica prima di un'ultima stagione disputata in una lega senior dell'Ontario. Nel 2004 Rivard entrò nella Hall of Fame dei Fort Wayne Komets.
Morì a Peterborough il 1º gennaio 2023 all'età di 83 anni.

## Palmarès

### Club
- Turner Cup: 2

Fort Wayne: 1962-1963, 1964-1965

### Individuale
- Leo P. Lamoureux Memorial Trophy: 1

1965-1966 (133 punti)
- Dudley "Red" Garrett Memorial Award: 1

1966-1967
- IHL First All-Star Team: 1

1964-1965
- IHL Second All-Star Team: 1

1965-1966